# Clinton Owen Bates
Clinton Owen Bates (auch C. O. Bates, * 4. Juni 1858 in Canehill, Washington County, Arkansas, Vereinigte Staaten; † 24. Oktober 1953 in Fullerton, Orange County, Kalifornien, Vereinigte Staaten) war ein US-amerikanischer Chemiker.

## Leben

### Familie und Ausbildung
Der aus der im US-Bundesstaat Arkansas gelegenen Unincorporated Community Canehill gebürtige Clinton Owen Bates, Sohn des James Francis Bates und der Margarette Crawford Bates, widmete sich dem Studium der Chemie an der University of Arkansas in Fayetteville, 1883 erwarb er den akademischen Grad eines Bachelor of Arts. Er betrieb weiterführende Studien an der University of Michigan in den Jahren 1885 und 1886 sowie bei den Sommerkursen der University of Chicago der Jahre 1894 und 1895.
Der presbyterianisch getaufte Clinton Owen Bates heiratete am 27. Juni 1893 die aus Cedar Rapids im US-Bundesstaat Iowa stammende Mary Randall (1864–1953). Der Ehe entstammten die Töchter Eleanor Avery und Ruth Crawford. Bates, Anhänger der Republikaner, Mitglied der Rotarier, starb im Oktober 1953 im Alter von 95 Jahren in Fullerton. Seine letzte Ruhestätte fand er neben seiner Frau auf dem Forest Lawn Memorial Park in Glendale im US-Bundesstaat Kalifornien.

### Beruflicher Werdegang
Bates trat 1883 eine Lehrerstelle am Male Seminary in Tahlequah im US-Bundesstaat Oklahoma an, 1885 schied er aus. 1886 wurde er zum Principal der High School in Owosso im US-Bundesstaat Michigan bestellt. 1889 folgte er einem Ruf als Professor of Chemistry an das Coe College nach Cedar Rapids, 1924 wurde er emeritiert. Im Anschluss fungierte er als City Chemist von Cedar Rapids. Zusätzlich war er von 1900 bis 1904 als Chemist for Water Supply für die Burlington, Cedar Rapids and Northern Railway sowie von 1906 bis 1908 als Chemist for City Water Supply für Cedar Rapids angestellt.
Bates, einer der Chemie-Pioniere im US-Bundesstaat Iowa, wurde zum Fellow der American Association for the Advancement of Science sowie zum Mitglied der American Chemical Society (1908 präsidierte er die Iowa Section), der Iowa Academy of Science (1906 bekleidete er das Präsidentenamt), der American Water Works Association und der National Society of the Sons of the American Revolution gewählt. Im Jahre 1894 wurde er mit der Ehrendoktorwürde des Coe College ausgezeichnet.

## Schriften
- Sedimentation in Purification of Water at Cedar Rapids, Iowa. in: Journal (American Water Works Association) Vol. 12, No. 1. The Association, Baltimore, Md., 1924, S. 104–106.
- The Cedar River Water Supply. in: Journal (American Water Works Association) Vol. 23, No. 8. The Association, Baltimore, Md., 1924, S. 1176–1180.